# Téwaka
Téwaka est une commune rurale située dans le département de Nobéré de la province du Zoundwéogo dans la région Centre-Sud au Burkina Faso.

## Géographie
Téwaka est localisé à 1,5 km au sud du centre du chef-lieu Nobéré. Le village est traversé par la route nationale 5.

## Santé et éducation
Le centre de soins le plus proche de Téwaka est le centre de santé et de promotion sociale (CSPS) de Nobéré tandis que le centre médical (CMA) le plus proche se trouve à Manga.
Le village possède une école primaire publique.